# Astou Traoré
Astou Traoré (M'bour, Senegal, 30 d'abril de 1981) és una exjugadora de bàsquet senegalesa.
Aler pivot, es formà a l'ASCC Bopp i posteriorment jugà al Dakar University Club, on guanyà diversos títols nacionals. Desenvolupà gran part de la seva carrera esportiva a Europa, destacant la seva capacitat anotadora. Debutà a França al LB Châteauroux de la segona divisió (2005-06) i posteriorment jugà al Flammes Carolo (2006-07), Saint-Amand HB (2013-15), Basket Namur-Capitale (2015-16). Jugà amb diversos equips a la Lliga espanyola, Rivas Ecópolis (2006), Joventut Mariana (2007-08, 2011-12), Cadí la Seu (2010-11, 2012-13), Spar Girona (2008-10, 2017-18, 2021), Ensino Lugo (2018-19), entre d'altres. Amb el club gironí guanyà un títol de Lliga femenina 2 (2008-09), que suposà l'ascens a la Primera divisió. En la seva segona etapa, es proclamà campiona de la Llliga catalana i fou escollida MVP de la final. També disputà l'Eurocup i competí al Campionat Sud-americà de clubs amb l'UTE equatorià.
Internacional amb la selecció senegalesa, es proclamà dues vegades campiona d'Africa (2009 i 2015) i subcampiona en cinc ocasions (2005, 2007, 2011, 2017, essent escollida MVP del campionat i membre del quintet ideal, i 2019). També participà a tres Campionats del Món (2006, 2010, 2018) i als Jocs Olímpics de Rio de Janeiro 2016.

## Palmarès
Clubs
- 1 Lliga espanyola de bàsquet femenina 2 (2008-09)
- 1 Copa de Bèlgica de bàsquet femenina (2016)
- 1 Lliga catalana de bàsquet femenina (2017-18)

Selecció senegalesa
- 2 medalles d'or al Campionat d'Àfrica de bàsquet femení (2009, 2015)
- 5 medalles d'argent al Campionat d'Àfrica de bàsquet femení (2005, 2007, 2011, 2017, 2019)
- 1 medalla de bronze al Campionat d'Àfrica de bàsquet femení (2013)
- 1 medalla d'or als Jocs Panafricans de 2007
- 1 medalla d'or als Jocs Panafricans de 2011